# Чабаловце
Чабаловце (словац. Čabalovce) — село и одноимённая община в районе Медзилаборце Прешовского края Словакии. В письменных источниках начинает упоминаться с 1492 года.

## География
Село расположено в восточной части края, на левом берегу ручья Вильшавы (левый приток Лаборца), при автодороге 567. Абсолютная высота — 383 метра над уровнем моря. Площадь муниципалитета составляет 21,4 км².

## Население
| Год:                | 1994 | 2004     | 2014    | 2024     |
| ------------------- | ---- | -------- | ------- | -------- |
| Количество человек: | 308  | 360      | 368     | 328      |
| Разница:            |      | +16,88 % | +2,22 % | −10,86 % |

По данным последней официальной переписи 2021 года, численность населения Чабаловце составляла 322 человека.
Национальный состав населения (по данным переписи населения 2011 года):
| Национальность | Численность, человек |
| -------------- | -------------------- |
| словаки        | 166                  |
| русины         | 113                  |
| цыгане         | 17                   |
| украинцы       | 8                    |
| чехи           | 1                    |
| не указана     | 53                   |

По данным переписи 2021 года, в конфессиональном составе населения преобладали греко-католики (66,8 %), православные христиане (14,9 %) и католики (2,2 %).